# 东不压桥
东不压桥，原称“东步量（梁）桥”，位于中国北京市东城区地安门东大街上，东吉祥胡同北口、东不压桥胡同南口之间，横跨玉河。

## 简介
该桥原为单孔石拱桥，始建于元朝，拱高6.85米，桥长28.8米，宽7.95米，桥面及桥台均为石砌。1965年拆除。桥北的胡同因此桥而得名“东不压桥胡同”。桥北的东不压桥胡同、桥南的东吉祥胡同，原来都是玉河的河道。
东步量桥后来俗称东不压桥，是相对其西边的西压桥而言。西压桥位于北海后门与什刹海前海之间，原称“西步量（梁）桥”，始建于元朝，为单孔石拱桥，拱高5.2米，桥长18.4米，宽28.25米，桥面及桥台均为石砌，1970年拆除。由于明朝扩建北京皇城时，皇城的北墙压在了西步量桥上，所以该桥俗称“西压桥”。当时，皇城也压在了东步量桥上，但中华民国成立后，因为皇城被逐步拆除，此桥上的皇城墙属于较早被拆除者，所以传成“东不压桥”。当时俗话说，“西压东不压。”中华人民共和国时期，该桥下的玉河改成地下暗河，该桥也被拆除，遗迹埋于地下。
东不压桥以北有澄清中闸遗址。在2000年代的玉河改造工程中，考古发掘了澄清中闸遗址。如今，发掘出土的澄清中闸遗址位于玉河庵（今改为北京玉河遗址博物馆）西侧的玉河河道上。